# Athyrium intermixtum
Athyrium intermixtum är en majbräkenväxtart som beskrevs av Ren-Chang Ching och P. S. Chui. Athyrium intermixtum ingår i släktet Athyrium och familjen Athyriaceae. Inga underarter finns listade.